# ليونيل وودورد
ليونيل وودورد (بالإنجليزية: Lionel Woodward)‏ هو موظف مدني أسترالي، ولد في 9 أكتوبر 1942 في سيدني في أستراليا.